# Magnolia x loebneri
Magnolia × loebneri (Paul Kache) es un híbrido de dos especies de Magnolia, las japonesas Magnolia kobus y M. stellata. cruzada por Garteninspektor Max Löbner de Pillnitz, Alemania, poco antes de la Primera Guerra Mundial. Floreció por primera vez en 1917.

## Descripción
Es de hoja caduca, elegante y compacta, árbol multi-tallo de flor pequeña o gran arbusto, alcanzando una altura de 5 metros y un poco más ancho en la madurez. Sus flores fragantes se producen de forma tardía, después de la de su progenitor stellata que, por un par de semanas, puede escapar de inesperadas heladas tardías, pero aparecen en él ramas desnudas, con grandes resultados. Los capullos de color rosa oscuro abiertos en informales tépalos como cintas con pálidos rosas en los superiores y más oscuras de color rosa-púrpura los inferiores. Al igual que la mayoría de las magnolias, se desarrolla mejor en suelos ácidos.
La selección, de «Leonard Messel», un híbrido que se desarrolló en el jardín de Messel en Sussex, Nymans. También en el mercado están ‘Ballerina’ de color blanco.

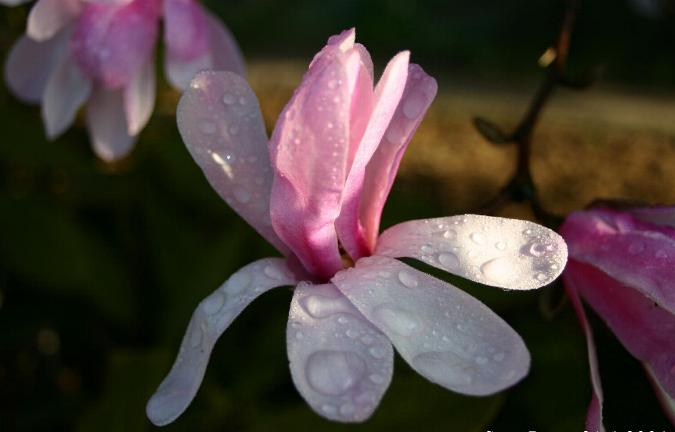
Flores de Magnolia × loebneri

## Taxonomía
Magnolia x loebneri fue descrita por Paul Kache y publicado en Gartenschönheit 1: 20. 1920.
Etimología
Magnolia: nombre genérico otorgado en honor de Pierre Magnol, botánico de Montpellier (Francia). 
Sinonimia
- Magnolia kobus var. loebneri (Kache) Spongberg[7][8]